# Tier 1-zonnepaneel
Een Tier 1-zonnepaneel is een zonnepaneel geproduceerd door een fabrikant die voldoet aan de kwaliteitscriteria ontwikkeld door Bloomberg New Energy Finance (kortweg BloombergNEF), dat onderzoek verricht op het gebied van energie en energietransitie. De criteria betreffen niet de kwaliteit van de zonnepanelen zelf, maar de kredietwaardigheid en productieprocessen van de fabrikant. Voor de particuliere markt is deze classificatie niet bedoeld en niet geschikt.
BloombergNEF stelt ieder kwartaal een Tier 1-lijst op. Zonnepanelenfabrikanten verwerven de Tier 1-status op basis van onder meer hun hoge kredietwaardigheid, een beursnotering, hun investeringen in onderzoek en ontwikkeling, een hoge mate van automatisering en hun ervaring op het gebied van de productie van zonnepanelen.